# NGC 2585
NGC 2585 (другие обозначения — MCG -1-22-10, IRAS08209-0445, PGC 23537) — спиральная галактика (Sb) в созвездии Гидра.
Этот объект входит в число перечисленных в оригинальной редакции «Нового общего каталога».
В галактике вспыхнула сверхновая PSN J08232660-0454545 типа II.